# Hedalens stavkyrka

Hedalens stavkyrka är en stavkyrka som ligger i Hedalen, Sör-Aurdal kommun, Innlandet fylke, Norge.

## Kyrkobyggnaden
Stavkyrkan är stilhistoriskt daterad till senare hälften av 1100-talet. Dendrokronologiska prover tagna på virke i kyrkan visar att detta fälldes vintern 1161-1162.
Kyrkan var ursprungligen en salkyrka och bestod av västra delen av nuvarande långhus. Dess kor var något smalare och möjligen fanns en absid.
Ombyggnaden till korskyrka ägde antagligen rum år 1699. Ursprungliga koret revs och ersattes av ett knuttimrat kor. 1738 sattes en takryttare upp där takåsarna möttes. Kyrkan hade spåntak fram till 1902 då det ersattes med ett skiffertak. En totalrenovering genomfördes 1902 under ledning av Carl Berner. Som en del av denna renovering ersattes den tidigare sakristian med ett nytt kor.

## Interiör och inventarier
Kyrkan är ganska liten och enkelt inredd. Dess gråmålade bänkar är från 1900-talet.
- Altaret härstammar från medeltiden. Ovanför altaret står ett krucifix som kan ha hängt framför övergången mellan långhus och kor i den ursprungliga kyrkan.
- I kyrkan finns en berömd madonna är daterad till perioden 1230 till 1240.
- I kyrkan finns ett relikskrin tillverkat av trä och mässing. På skrinet finns bibliska motiv.

## Källhänvisning
Artikeln är delvis en fri översättning från Norska Wikipedia av versionen som skapades där den 21 december 2008.